# Образование в Армении
Система образования Республики Армения — упорядоченная совокупность образовательных учебных заведений и учреждений, основными составляющими которых являются: дошкольное образование, предусмотренное для детей от 3-х до 6-ти лет; общее среднее образование, состоящее из начальной, средней (или базовой) и старшей школ; начальное, среднее и высшее профессиональное образование; послевузовское образование, а также переподготовка и повышение квалификации специалистов.
Выпускники основной и старшей школ имеют право продолжить учёбу в начальных, средних и высших профессиональных учебных заведениях. В республике Армения действуют также негосударственные учебные заведения, школы, колледжи, вузы и т. д., которые не только обеспечивают предоставление услуг в области образования, но и вносят существенный вклад в развитие системы образования в целом.
Образование в Армении имеет многовековую историю и является важным фактором проявления национальной идентичности. Одна из главных задач государства — сохранение и развитие системы образования, а также обеспечение её конкурентоспособности. Об этом свидетельствуют законы и решения, принятые после провозглашения независимости Армении.

## Законодательное регулирование права на образование
Республика Армения обеспечивает право на образование — независимо от национальности, расы, пола, языка, вероисповедания, политических или иных взглядов, социального происхождения, имущественного положения или иных обстоятельств. Согласно Конституции РА (ст. 38) каждый гражданин на конкурсной основе имеет право получить бесплатное высшее или другое профессиональное образование в государственных учебных заведениях.  В 1999 г. Национальное Собрание РА утвердило Закон «Об образовании», способствуя тем самым развитию системы образования. В данном документе обеспечены также равные права мужчин и женщин на получение образования. В 2004 г. Правительство Армении утвердило «Новый национальный курикулум», поставивший ряд новых целей в сфере образования. С 2019 года образование в Армении курируется Министерством образования, науки, культуры и спорта.

## Среднее образование
Среднее полное общее образование в Армении осуществляется в трехступенчатой средней общеобразовательной школе продолжительностью 12 лет по следующим ступеням:
- 1-4 классы — начальная школа;
- 5-9 классы — средняя школа — первый цикл среднего образования длительностью 5 лет  — основное общее образование;
- 10-12 классы — старшая школа — второй цикл среднего образования, открывающий доступ в высшую школу, осуществляемый в течение 3 лет.

Есть также начально-средние ("основные") и средне-старшие (վարժարան).  Большинство школ предоставляет полный цикл обучения в 1—12 классах.
На заключительном этапе (цикле) среднего образования, может осуществляться дифференцированное (поточное) обучение по дополнительным образовательным программам. Выпускники после прохождения государственной итоговой аттестации получают документ государственного образца о получении среднего (полного) общего образования (Mijnakarg Krtoutian Attestat).
Ко второму циклу среднего образования приравнено также обучение в средних профессиональных учебных заведениях — колледжах и училищах. При обучении в этих учебных заведениях на базе основного общего образования, выпускники, наряду с освоением профессии, получают и среднее (полное) общее образование. Выпускники этих учебных заведений, имеющие среднее (полное) общее образование и аттестованные в соответствии с трехлетними средними профессиональными образовательными программами, получают квалификационную степень среднего профессионального образования — диплом младшего специалиста (Krtser Masnageti Diploma).
Наличие аттестата о среднем (полном) общем образовании или признанного эквивалентным ему другого свидетельства является необходимым условием для поступления в вузы. Прием на все программы высшего образования осуществляется на конкурсной основе по результатам вступительных испытаний.
В учебных заведениях Республики Армения применяется 10-ти балльная шкала оценок.
По данным на 2021 год в целом по республике в 1353 школах 31 тыс. учителей обучали более 380 тыс. учеников.
Наиболее престижными школами в Армении считаются:
- Cambridge International School of Armenia
- Тумо (образовательный центр)
- UWC Dilijan College
- QSI International School of Yerevan
- Французская школа им. А. Франса
- Школа «Усмунк» при Российско-Армянском университете
- Гимназия им. А.Г. Ерицяна при Филиале МГУ имени М.В. Ломоносова
- Средняя русская школа «Славянская»
- Школа № 55 имени Чехова
- Школа № 8 имени Пушкина

## Высшее образование
Согласно Конституции РА (ст. 38) высшие учебные заведения имеют право на самоуправление.
К высшим учебным заведениям Армении относятся университеты, академии, институты, консерватория. Статус высшего учебного заведения определяется формой его образовательных программ, организационно-правовой формой, наличием государственной аккредитации. Государственная аккредитация осуществляется по учебным заведениям и преподаваемым в них специальностям. Лицам, прошедшим итоговую аттестацию, учебное заведение выдает соответствующий документ об образовании (свидетельство, диплом). Лица, прошедшие итоговую аттестацию по аккредитованным профессиям (специальностям) получают документ об образовании государственного образца.
В Республике Армения установлены следующие квалификационные степени высшего профессионального образования: бакалавр, дипломированный специалист, магистр.
Четырёхлетнее обучение по большинству специальностей приводит к получению степени бакалавра, являющейся квалификационной степенью высшего профессионального образования, с выдачей соответствующего документа об образовании — Bakalavri Diploma. По результатам аттестации по не менее чем пятилетней высшей профессиональной образовательной программе выпускникам присваивается квалификационная степень высшего профессионального образования «Дипломированный специалист».
Обладатели диплома бакалавра или диплома специалиста могут поступить на двухлетние программы высшего профессионального образования в магистратуру высших учебных заведений. Успешное завершение такой программы обучении приводит к получению Magistrosi Diploma, свидетельствующему о присвоении степени магистра — квалификационной степени высшего профессионального образования.
В Армении отсутствуют дополнительные требования о наличии трудового стажа и опыта работы для начала профессиональной деятельности по юридическим, педагогическим и инженерным специальностям.
Выпускники медицинских вузов после 6 лет обучения должны пройти дополнительный год профессиональной практики, так называемую интернатуру, прежде чем подать документы и Министерство здравоохранения и сдать квалификационный экзамен для получения лицензии на право профессиональной деятельности. После прохождения интернатуры студенты могут поступить в клиническую ординатуру, продолжительность обучения в которой в зависимости от специальности составляет от 2 до 4 лет, для получения углубленных знаний в узкой специализированной области медицины.
Докторские программы реализуются в аспирантуре, целью этих программ является подготовка научно-педагогических кадров. Продолжительность докторских программ от 2 до 3 лет. После защиты диссертации выпускнику присваивается звание кандидата наук (Gitoutunneri teknatsu), а при завершении программы без защиты диссертации, в основном в технических областях, выпускник получает звание инженер-исследователь (Engineer-investigator). Докторантура является наивысшим уровнем академической карьеры и приводит к получению звания доктор наук (Gitoutunneri Doctor).

## История образования в Армении

### Вагаршапатская семинария
Вагаршапатская семинария — первая армянская высшая школа христианской Великой Армении. Её основали Месроп Маштоц и Саак Партев после создания Маштоцем в 405—406 гг. армянского алфавита. Действовала она до 510 года. Снова открылась в 1441-ом, после возвращения армянского престола из Сиса (Киликия) в город Вагаршапат (Эчмиадзин). На её основе в 1870-е была основана современная «Геворгянская семинария».

### Амарас
В начале V в. создатель армянского алфавита св. Месроп Маштоц основал в монастыре Амарас (IV век) первую армянскую школу в Арцахе (Нагорном Карабахе), отсюда же началось распространение армянской письменности в восточных провинциях.

## Высшие учебные заведения Армении
В 2018/2019 учебном году в 56 высших учебных заведениях (ВУЗ) и 12 филиалах высшего образования первой ступени осуществлено профессиональное образование по программе бакалавра. В эти заведения поступили 9 512 (женщины – 46.6%), учились – 69 622 (женщины – 51.6%), окончили – 15 540 (женщины – 60.1%) человек.

## Статистика
По сообщению 1960 года уровень грамотности составлял 100 %. Несмотря на тот факт, что уровень количественного мышления был одним из самых низких, наряду с Грузией в конце 18 и в 19 веках, что может являться следствием Оттоманских и Персидских образовательных политик, которое только постепенно улучшалась во времена Российской Империи. В советское время армянское образование существовало в рамках стандартной советской модели полного государственного контроля учебных программ и методов обучения и тесной интеграции образовательной деятельности с другими аспектами общества, таких, как политика, культура, экономика. Как и в советское время, начальное и среднее образование в Армении является бесплатным, а окончание средней школы обязательным. В начале 1990-х годов в Армении были внесены существенные изменения советской модели. Поскольку по меньшей мере 98 процентов студентов в вузах были армянами, учебные программы начали подчеркивать историю и культуру Армении. Армянский стал доминирующим языком обучения, многие школы, которые обучали на русском языке были закрыты к концу 1991 года. Русский язык по-прежнему широко преподаётся как второй язык.
В 1990—91 учебном году насчитывалось 1307 начальных и средних школ, в которых обучалось 608 800 учащихся. В 70 среднеспециальных учебных заведениях насчитывалось 45 900 учащихся и 68 400 студентов, обучались в общей сложности в 10 высших учебных заведениях. Кроме того, 35 процентов детей соответствующего возраста обучались в дошкольных учреждениях. В 1988—89 уч. году насчитывалось 301 студент (вузов и среднеспециальных учреждений) на 10 тысяч населения и эта цифра была несколько ниже, чем в среднем по Союзу. В 1989 году около 58 процентов армян в возрасте старше 15 лет завершили своё среднее образование, а 14 % имели высшее образование. В 1992 году в крупнейшем высшем учреждении Армении, Ереванском государственном университете, было 18 факультетов, где обучали около 1300 преподавателей и обучалось около 10 000 студентов. В 1989 году был основан Ереванский архитектурно-строительный институт. По состоянию на 1994 год восемь других высших учебных заведений, которые расположены в Ереване, обучали в области сельского хозяйства, искусства и театра, экономики, музыки, техники и прикладной науки, педагогики и иностранных языков, медицины и ветеринарии.